# ケイ化物
ケイ化物(シリサイド、英：Silicide)とはケイ素の化合物である。一般的にはケイ素より電気的陽性な元素との化合物だが、より電気的陰性な元素との化合物も知られている。
ケイ素は炭素より電気的陽性であり、ケイ化物は構造的に炭化物よりもホウ化物に近い。
ケイ化物の化学結合は、導電的な金属的構造から共有結合的、イオン結合的まで幅広い。ベリリウム以外の典型元素ケイ化物が報告されている。
液体シリコンは、水銀、タリウム、ビスマスおよび鉛と混和することが知られている。
ケイ化物のケイ素原子は、多くの構造が報告されている。
- 孤立Si原子: 導電体もしくは半導体 Cu5Si、(V,Cr,Mn)3Si、Fe3Si、Mn3Si、(Mg,Ge,Sn,Pb)2Si、(Ca,Ru,Ce,Rh,Ir,Ni)2Si
- Si2対: U3Si2、Hf、Thのケイ化物
- Si4四面体:KSi、RbSi、CsSi
- Sin鎖: USi、(Ti、Zr、Hf、Th、Ce、Pu)Si、CaSi、SrSi、YSi
- 平面六角形グラファイト的Si層: β-USi2、その他のランタノイドやアクチノイドのケイ化物
- 波形六角形Si層: CaSi2
- 開放3次元Si骨格: SrSi2, ThSi2, α-USi2

半導体製造における自己整合プロセスで作られたケイ化物はサリサイドと呼ばれる。シリコンとその上に堆積した金属が直接接触する領域でのみシリサイド接触が形成する。よってプロセスは自動的に位置調整（自己整合）されている。これは一般的にMOSやCMOS製造プロセスでソース/ドレイン、poly-Siゲートのオーミック接触を作るために行われる。
Na2SiとCa2Siなど第1族元素や第2族元素のケイ化物は、水と反応して水素とシランの両方またはいずれかを生成する。
ケイ化マグネシウムが塩酸HCl中に置かれたとき、シランSiH4が発生する。シランはメタンCH4に似た構造をもつが、反応性がより高く自然発火性であり空気中の酸素と反応する。
Mg2Si(s) + 4HCl(aq) → SiH4(g) + 2MgCl2(s)
SiH4 + 2O2 → SiO2 + 2H2O
これらの反応は、第2族元素のケイ化物で一般的である。Mg2Siは硫酸とも同様に反応する。第1族元素のケイ化物はさらに反応性が高く、例えばケイ化ナトリウムNa2Siは水と直ちに反応し、ケイ酸ナトリウムNa2SiO3と水素ガスを生成する。
第1族元素とのケイ化物の利用例として、2012年のコンシューマー・エレクトロニクス・ショー(CES)で、 水で動くケイ化ナトリウムを使った、安全かつ環境負荷が小さい1kWhまたは3kWh容量の携帯電話充電器が、電力供給網から離れて時間を過ごす人々向けの製品として紹介された。これは塩水を含むどんな水でも使うことができ、水たまりでも動き泥やその他の堆積物で濃くならないとされる。
遷移金属ケイ化物は通常、フッ化水素酸を除いて全ての水溶液とは反応しない。なお、赤熱した場合は、融解した水酸化カリウムやフッ素や塩素などのより反応性の高い物質とは反応する。

## 例
- ケイ化ニッケル, NiSi
- ケイ化ナトリウム, Na2Si
- ケイ化マグネシウム, Mg2Si
- ケイ化白金, PtSi (白金は実際はケイ素よりも電気陰性である)
- ケイ化チタン, TiSi2
- ケイ化タングステン, WSi2
- 二ケイ化モリブデン, MoSi2

そのほかはカテゴリを参照